# Cecidocarcinus zibrowii
Cecidocarcinus zibrowii is een krabbensoort uit de familie van de Cryptochiridae. De wetenschappelijke naam van de soort is voor het eerst geldig gepubliceerd in 1991 door Manning.